# Annibale Ruccello
Annibale Ruccello (Castellammare di Stabia, 7 febbraio 1956 – Roma, 12 settembre 1986) è stato un drammaturgo, attore e regista teatrale italiano.

## Biografia
Nato e cresciuto  a Castellammare di Stabia, comune facente parte della città metropolitana di Napoli, figlio di Ermanno Ruccello e di Giuseppina de Nonno; si laurea in Filosofia con il massimo dei voti nel 1977 presso l'Università degli Studi di Napoli Federico II, con una tesi in antropologia culturale sulla Cantata dei Pastori di Andrea Perrucci.
Attore, regista, drammaturgo, è anche uno studioso della cultura e della lingua napoletana (partecipa al gruppo di ricerca sulla tradizione popolare campana facente capo a Roberto De Simone).
Inizia a recitare a Torre del Greco presso la fondazione del Teatro del Garage di Gennaro Vitiello, laddove esordiscono anche altri artisti come Mario Martone e Enzo Moscato, suo futuro collaboratore artistico.

Primo piano dell'artista

Nel 1978 fonda la cooperativa Il carro e, in collaborazione con Lello Guida, comincia a scrivere e a mettere in scena i suoi primi lavori teatrali, ispirati in gran parte a materiali della cultura popolare.
La sua prima opera è Il Rione, una commedia in due tempi scritta nel 1973, mentre nel 1977 scrive con Lello Guida L'osteria del melograno e, successivamente, cura alcuni allestimenti teatrali ossia nel 1979 Rottami, tratto da Eugène Ionesco, nel 1980 I gioielli indiscreti, commissionato e scritto a 4 mani da e con Arnaldo Delehaye, tratto da I gioielli indiscreti di Denis Diderot (deposita alla SIAE con il titolo I gingilli indiscreti, inedita e mai rappresentata) e L'asino d'oro, poi ribattezzato Ipata nella riedizione del 1981, tratto dall'Asinus aureus di Lucio Apulèio Madaurense.
Il suo primo lavoro autonomo è del 1980: Le cinque rose di Jennifer.
Dal sodalizio tra Il Carro e il Teatro Nuovo di Napoli prende vita nel 1982 la cooperativa Teatro Nuovo-Il Carro.
Nel 1983 scrive Weekend, con il quale vince il premio IDI under 35, e Notturno di donna con ospiti.
La sua commedia Ferdinando, scritta nel 1985, vince due premi IDI: uno nel 1985 come testo teatrale, e un secondo nel 1986 (anno della sua prima assoluta a San Severo, Teatro Verdi, 28 febbraio) come miglior messinscena, allestita personalmente da Ruccello con la scenografia di Franco Autiero e interpretata da Isa Danieli, musa ispiratrice e destinataria di questo testo. Ferdinando sarà poi rappresentato in francese a Parigi nel 2000 (Théâtre du Rond-Point, messa in scena di Marcello Scuderi, con Adriana Asti), a Liegi, Théâtre Le Moderne, a Bruxelles, Union Dramatique et Philanthropique (2008).
Sempre nel 1985 elabora una riduzione teatrale dal romanzo La ciociara di Alberto Moravia, messa in scena nel 2011 dalla regista Roberta Torre.
Completano la sua commediografia Anna Cappelli e Mamma: piccole tragedie minimali, presentate al Primo Premio Gennaro Vitiello nel maggio del 1986.
Nel 1986, tornando da Roma, muore in un drammatico incidente automobilistico sull'autostrada Roma-Napoli. Alla guida dell'auto c'era Stefano Tosi, attore napoletano, deceduto assieme a Ruccello. Il cugino Giovanni Battista Boccacini, detto Vanni, ne riconosce la salma che riposa nel Vecchio Cimitero di Castellammare di Stabia, nel monumento funerario della Famiglia Boccacini.
A partire dagli anni successivi si assiste ad una riscoperta e valorizzazione del suo repertorio, e all'affermazione di Ruccello come una delle voci più interessanti e originali del teatro italiano della seconda metà del XX secolo.

## Opere
- 1973 Il rione
- 1977 Osteria del melograno (inedito)
- 1978 Cantata dei pastori
- 1980 I gingilli indiscreti (inedito)
- 1980 I pata (inedito)
- 1980 Le cinque rose di Jennifer
- 1982 Una tranquilla notte d’estate
- 1982 Napoli Hollywood… un’ereditiera? (inedito)
- 1983 Notturno di donna con ospiti
- 1983 Weekend
- 1984 Ferdinando
- 1985 Maria di Carmela
- 1985 La telefonata
- 1985 La ciociara
- 1986 Mamma: piccole tragedie minimali
- 1986 Anna Cappelli
- 1986 La fiaccolata sotto il moggio (inedito)

## Pubblicazioni
- Annibale Ruccello, Il sole e la maschera. Un'analisi antropologica della “Cantata dei pastori”, Napoli, Guida, 1978 (ed. agg. Stamperia del Valentino, Napoli, 2008).
- Annibale Ruccello, Villa dei Misteri, in «Babilonia», n. 45, aprile 1987.
- Annibale Ruccello, Ferdinando, Napoli, Guida, 1988
- Annibale Ruccello, Teatro, Napoli, Guida, 1993.
- Annibale Ruccello, Scritti inediti. Una commedia e dieci saggi, a cura di R. Picchi, Roma, Gremese, 2004.
- Annibale Ruccello, Teatro, Milano, Ubulibri, 2005.
- Annibale Ruccello, Teatro, introduzione di Enrico Fiore, Milano, Ubulibri, 2005. ISBN 978-88-7748-273-0
- Annibale Ruccello, Scritti inediti: una commedia e dieci saggi, con un percorso critico di Rita Picchi, Roma, Gremese, 2004. ISBN 88-8440-307-3